# Кампанур Тапия, Гуадалупе
Гуадалупе Кампанур Тапия (англ. Guadalupe Campanur Tapia; 1986, Черан, штат Мичоакан, Мексика — 2018) — мексиканская активистка, ставшая известной в ходе активной защите прав человека и борьбе за решение экологических проблем.

## Биография
Гуадалупе Кампанур Тапия родилась 1986 года в городке Черан, который расположен в мексиканском штате Мичоакан, что находится на юго-западе Мексики, на Тихоокеанском побережье. Родом из коренных жителей Мексики. Защищала права местных коренных народов и экологию, выступала против вырубки лесов.
Умерла при невыясненных обстоятельствах в январе 2018 года. Её тело было найдено на обочине в 30 километрах от муниципалитета Черану в Мексике.
В 2018 году Гуадалупе Кампанур Тапию признали женщиной года в ООН-женщины — структурной организации Объединённых Наций по вопросам гендерного равенства и расширения прав и возможностей женщин.

## Ссылка
- Guadalupe Campanur Tapia activeista y defensora de los bosques en Michoacán, heroinas.net, 20 апреля 2019